# Laminopora
Laminopora is een geslacht van mosdiertjes uit de  familie van de Adeonidae en de orde Cheilostomatida

## Soorten
- Laminopora bimunita (Hincks, 1891)
- Laminopora contorta Michelin, 1842
- Laminopora dispar (MacGillivray, 1869)
- Laminopora jellyae (Levinsen, 1909)